# Terpnistrioides tuberculata
Terpnistrioides tuberculata är en insektsart som först beskrevs av Lucien Chopard 1954.  Terpnistrioides tuberculata ingår i släktet Terpnistrioides och familjen vårtbitare. Inga underarter finns listade i Catalogue of Life.